# Молюцелла гладкая
Молюце́лла гла́дкая (лат. Moluccélla laévis, также Ирландские колокольчики) — типовой вид цветковых растений рода Молюцелла (Moluccella) семейства Яснотковые (Lamiaceae).

## Ботаническое описание

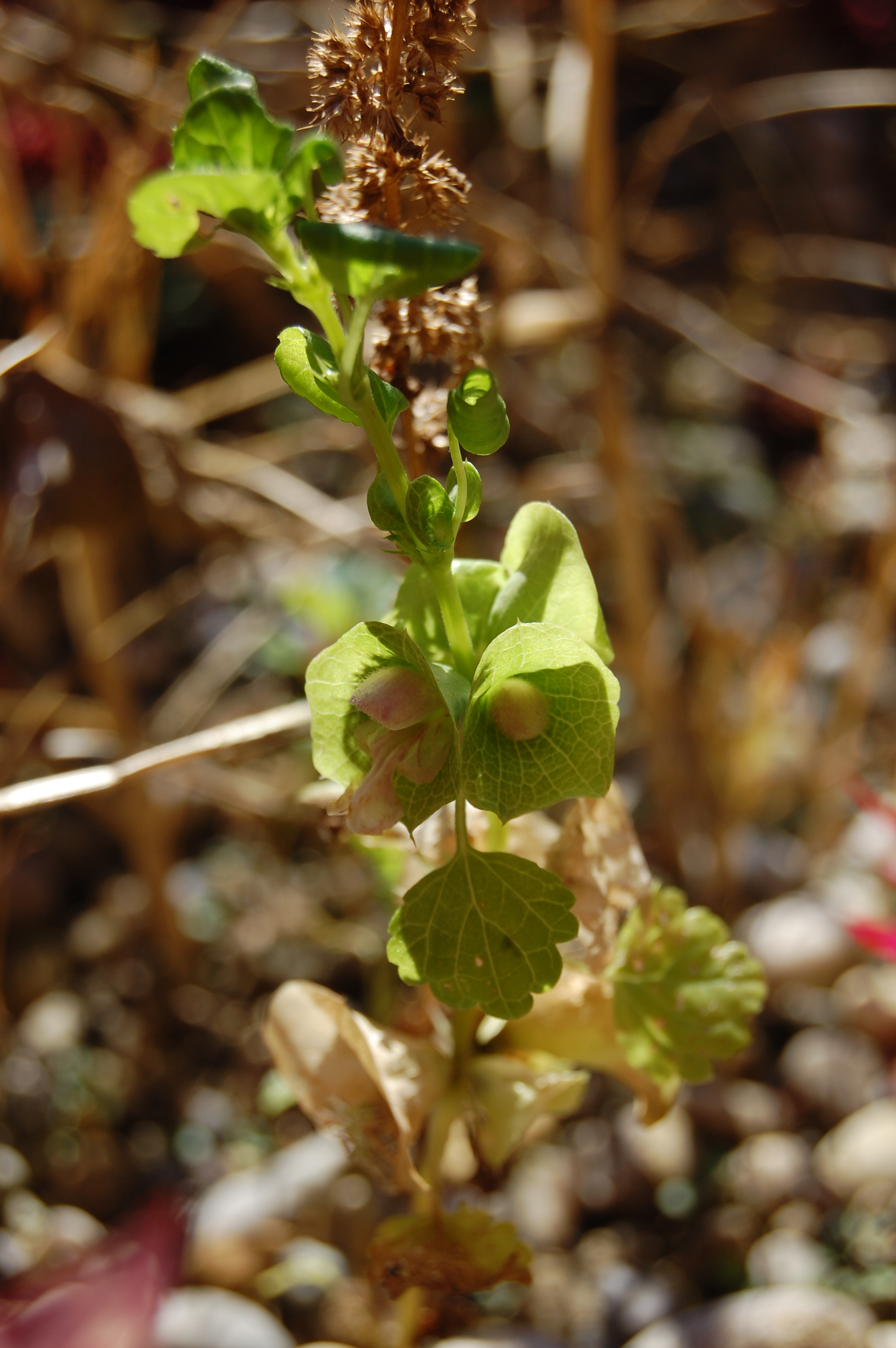
Цветки

Быстрорастущее однолетнее травянистое растение высотой до 1 м, с прямостоячими ветвящимися стеблями.
Листья округлые, бледно-зелёные.
Мелкие белые цветки окружены яблочно-зелёными чашечками. Цветок обладает сильным и приятным ароматом.

## Распространение
В ареал вида входит Турция, Сирия,Израиль и Кавказ.

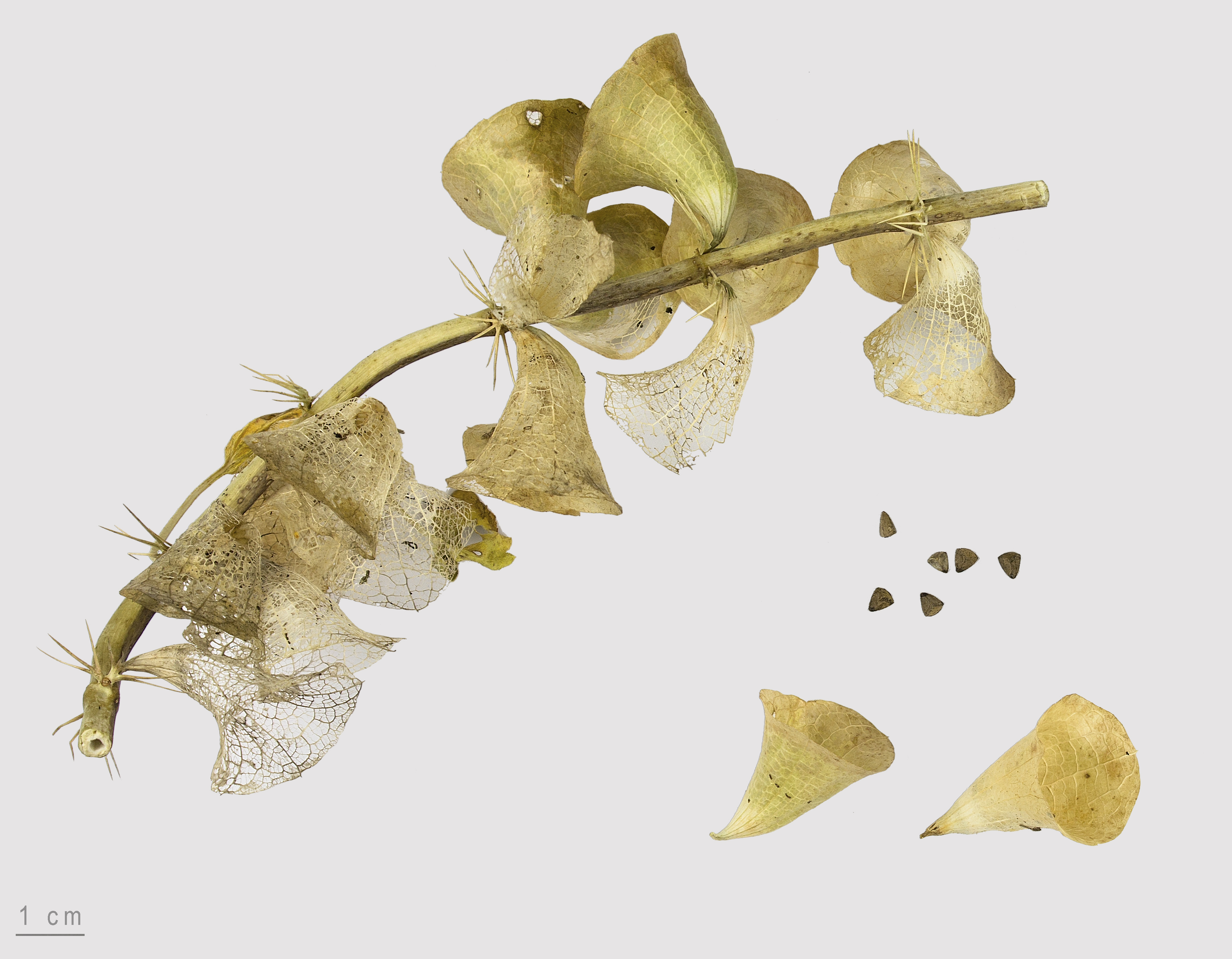
Плоды и семена

## Хозяйственное значение и применение
Выращивается в культуре из-за ярко-зелёных кистей цветков, предпочитает полное солнце и регулярный полив, плохо растёт в жарком и влажном климате. Размножается самосевом.
В свежем или высушенном виде используется для составления букетов.

## Охранный статус
Вид включён в Красную книгу Республики Калмыкия.